# Tomb Raider: Curse of the Sword
Tomb Raider: Curse of the Sword è un videogioco sviluppato per Game Boy Color appartenente alla serie Tomb Raider. Il gioco, pubblicato nel 2001, è il sequel di Tomb Raider: The Nightmare Stone, uscito l'anno precedente.

## Trama
La celebre archeologa Lara Croft viene invitata dalla collega Jane a un museo di New York, dove sarà esposta una preziosa spada rinvenuta nel relitto di una nave al largo della Florida. Jane spiega a Lara la storia del manufatto: nel 1844 una perfida strega di nome Madame Paveau utilizzava sacrifici umani e magia nera per scatenare le forze infernali e soggiogare la città di New Orleans; stanchi dei suoi malefici, i cittadini si rivolsero a uno stregone buono: grazie ai suoi poteri, riuscirono a uccidere la strega gettandola da un'alta scogliera. Il suo apprendista Bokor, tuttavia, per mezzo di un antico rituale riuscì a convogliare la sua anima in una magica spada, per poi mettersi alla ricerca di un nuovo corpo adatto a ospitarla. Intorno a lui si creò una nuova setta fedele agli insegnamenti di Madame Paveau. La spada era poi andata perduta.
D'improvviso un gruppo di ladri, capeggiati dallo stesso Bokor, irrompe nel museo e ruba la spada: mentre cerca di impedire il furto, Lara viene accidentalmente ferita dalla spada. Jane indirizza Lara da Pino Lamor, uno sciamano, il quale le rivela che, a causa della ferita, ella è stata maledetta: se non riuscirà a ritrovare la spada e spezzarla, il suo corpo diventerà il nuovo ospite per l'anima di Paveau. Bokor e i suoi adepti sono alla ricerca delle formule per compiere il rituale; Lara si mette subito al loro inseguimento, nella speranza di salvare la sua anima.
Messasi alla guida di un sottomarino, Lara riesce a collocare un segnalatore sulla nave di Bokor, scoprendo così che è diretto alle Bahamas. Lara attraversa la giungla e trova Bokor poco prima che egli possa compiere il rituale. Dopo un intenso combattimento riesce a sconfiggerlo e a spezzare la spada, impedendo definitivamente la resurrezione di Madame Paveau; l'archeologa torna vittoriosa da Jane e le consegna l'elsa della spada.

## Personaggi
- Lara Croft: L'intrepida archeologa protagonista, affronterà un lungo viaggio per salvare la propria anima.
- Jane: Vecchia amica di Lara, lavora nel museo antico di New York. Ha dei capelli corti neri e una pella scura, resterà nel museo.
- Madame Paveau: Una maga malvagia che in passato ha scatenato paura e dolore. Ispirata alla figura realmente esistita di Marie Laveau, non appare mai di persona.
- Bokor: apprendista di Paveau, è ora il suo alto sacerdote. Grazie agli insegnamenti della sua maestra, è riuscito a sopravvivere per oltre 150 anni. Ha la capacità di volare e di lanciare sfere di energia.
- Pino Lamor: vecchio sciamano, discendente di quello che sconfisse Paveau, in passato ha combattuto Bokor. Vive da eremita in una linea in disuso della Metropolitana di New York.
- La Setta di Paveau: Seguaci di Madame Paveau con l'intento di riportarla in vita con il corpo di Lara.

## Sviluppo
Curse of the Sword è stato sviluppato per Game Boy Color dallo stesso team che aveva sviluppato il precedente titolo GBC; lo staff includeva i co-produttori Andy Watt e Mike Schmitt, l'artista Matt Charlesworth e i designer Jamie Morton e Paul Field. Lo sviluppo fu piuttosto frettoloso, in quanto la Eidos Interactive aveva pianificato l'uscita in concomitanza con l'adattamento cinematografico del 2001. La musica e l'audio sono stati curati da Manfred Linzner e Bernhard Wodok dello studio Shin'en; Curse of the Sword e il suo predecessore sono stati tra i primi progetti dell'azienda.
Mentre il titolo originale di GBC era stato concesso in licenza da Eidos a THQ, Curse of the Sword è stato concesso in licenza ad Activision. Il gioco è stato annunciato da Eidos Interactive e Activision all'E3 nel maggio 2001, per essere poi rilasciato in America il 25 giugno e in Europa il 17 agosto dello stesso anno,. 

## Modalità di gioco
Il videogame è del tipo platform a scorrimento 2D ed eredita il gameplay del precedente capitolo, con alcune importanti modifiche: a differenza del suo predecessore, costituito da un'unica grande mappa, è suddiviso in otto livelli autoconclusivi, come i capitoli per PC e console. Essi contengono inoltre un numero maggiore di puzzle ambientali, facendo sì che la progressione sia meno sbilanciata verso l'azione e più sul ragionamento. Prevista anche la possibilità di adoperare dei veicoli: in un livello Lara è a bordo di un minisub sottomarino. In un altro livello, si trova a bordo di un treno impazzito.
Le implementazioni grafiche comprendono nuove animazioni ambientali (come degli uccelli che si alzano in volo al passaggio di Lara e piante che si piegano quando vengono calpestate); i colori sono inoltre resi più nitidi.

## Accoglienza
Il gioco ha ottenuto una valutazione del 76.71% su GameRankings, basandosi sulla media di 7 recensioni.

## Sequel
Nel 2002 è stato pubblicato Tomb Raider: The Prophecy, titolo per Game Boy Advance sviluppato dalla Ubi Studios Milano.